# Leonel Manzano
Leonel Ernesto Manzano (Dolores Hidalgo, 12 settembre 1984) è un ex mezzofondista statunitense, medaglia d'argento nei 1500 metri piani a Londra 2012.

## Progressione

### 800 metri piani
| Stagione | Tempo   | Luogo          | Data      | Rank. Mond. |
| -------- | ------- | -------------- | --------- | ----------- |
| 2012     | 1'46"79 | Sotteville     | 10-7-2012 |             |
| 2011     | 1'45"52 | Barcellona     | 22-7-2011 | 50º         |
| 2010     | 1'44"56 | Berlino        | 22-8-2010 | 15º         |
| 2009     | 1'46"20 | Heusden-Zolder | 18-7-2009 | 86º         |

### 1500 metri piani
| Stagione | Tempo   | Luogo        | Data      | Rank. Mond. |
| -------- | ------- | ------------ | --------- | ----------- |
| 2012     | 3'34"79 | Londra       | 7-8-2012  |             |
| 2011     | 3'33"66 | Parigi       | 8-7-2011  | 25º         |
| 2010     | 3'32"37 | Bruxelles    | 28-8-2010 | 11º         |
| 2009     | 3'33"33 | Rieti        | 6-9-2009  | 18º         |
| 2008     | 3'36"67 | Pechino      | 15-8-2008 | 63º         |
| 2007     | 3'35"29 | Indianapolis | 24-6-2007 | 34º         |
| 2006     | 3'39"49 | Indianapolis | 25-6-2006 | 106º        |
| 2005     | 3'37"13 | Sacramento   | 11-6-2005 | 63º         |

## Palmarès
| Anno | Manifestazione  | Sede    | Evento       | Risultato  | Prestazione | Note                        |
| ---- | --------------- | ------- | ------------ | ---------- | ----------- | --------------------------- |
| 2007 | Mondiali        | Osaka   | 1500 m piani | Batteria   | 3'45"97     |                             |
| 2008 | Giochi olimpici | Pechino | 1500 m piani | Semifinale | 3'50"33     |                             |
| 2009 | Mondiali        | Berlino | 1500 m piani | 12º        | 3'40"05     |                             |
| 2011 | Mondiali        | Taegu   | 1500 m piani | Semifinale | 3'47"98     |                             |
| 2012 | Giochi olimpici | Londra  | 1500 m piani | Argento    | 3'34"79     |                             |
| 2013 | Mondiali        | Mosca   | 1500 m piani | Semifinale | 3'44"00     |                             |
| 2014 | World Relays    | Nassau  | 4×1500 m     | Argento    | 14'40"80    | Record nord-centroamericano |
| 2015 | Mondiali        | Pechino | 1500 m piani | 10º        | 3'37"26     |                             |

## Altre competizioni internazionali
2009
- Argento alla World Athletics Final ( Salonicco), 1500 metri - 3'35"40
- Argento al London Grand Prix ( Londra), 1 miglio - 3'53"01

2010
- Bronzo in Coppa continentale ( Spalato), 1500 metri - 3'36"48